# Maankrater

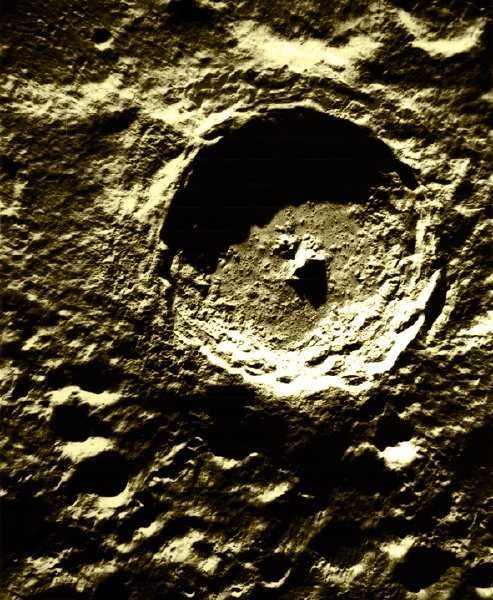
Maankrater Tycho

Een maankrater is een ringberg op de Maan. Deze ringbergen zijn veroorzaakt door de inslagen van meteorieten. Er zijn geen kraters op de maan die veroorzaakt zijn door een vulkaanuitbarsting, zoals die op aarde wel voorkomen. Maankraters variëren in grootte van een paar meter tot meer dan 250 kilometer.

## Opbouw

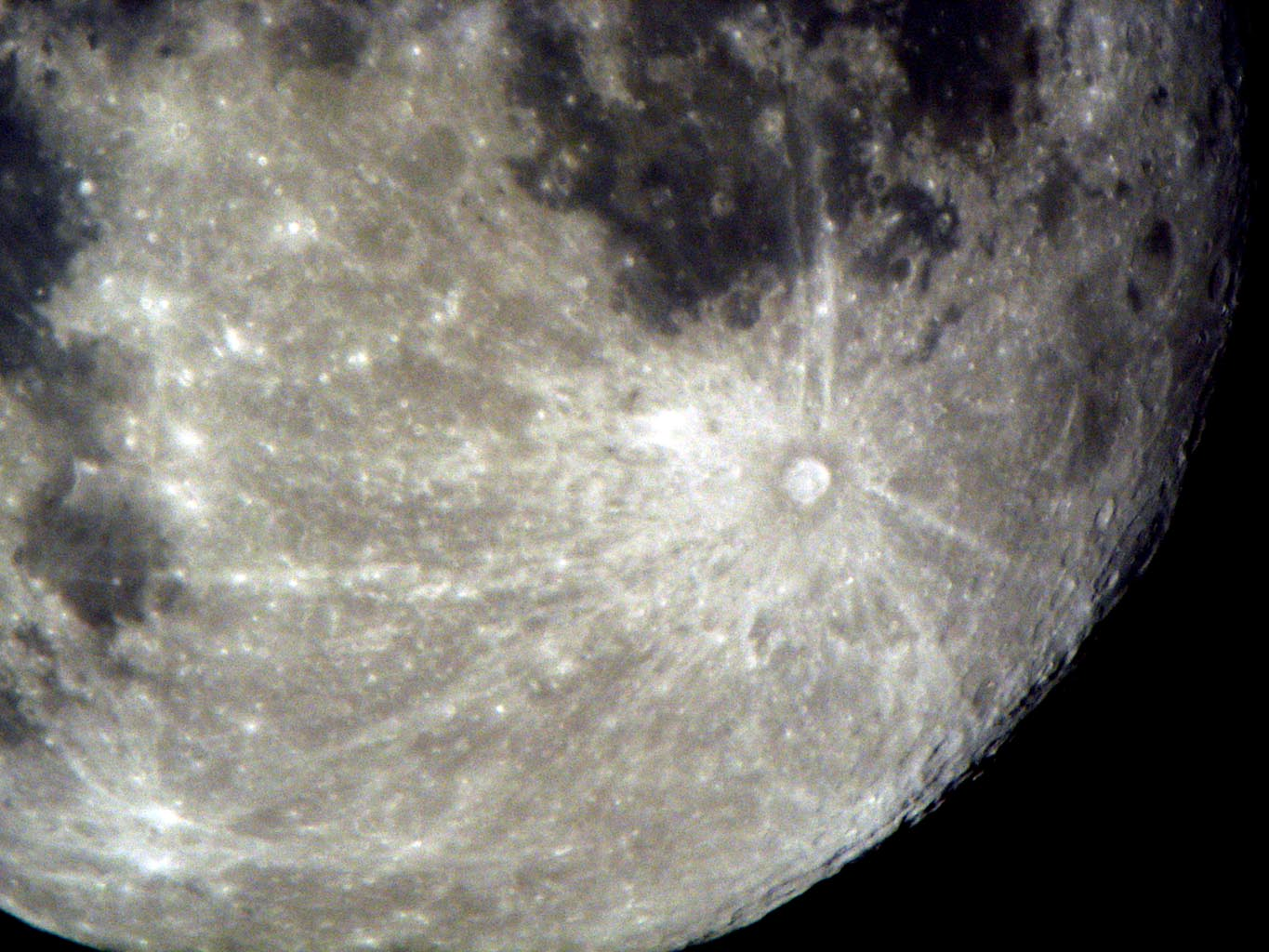
De stralen rond krater Tycho

Een maankrater bestaat uit diverse onderdelen:
- Opstaande rand: materiaal dat uit de krater is geworpen door de inslag is neergeslagen in een ronde ring op de rand.
- Bodem: de bodem van de krater kan vlak zijn of hol als een kom. De bodem ligt meestal onder het maaiveld, tenzij de krater is gevuld met lava.
- Centrum: in het centrum staat vaak een berg, die ontstaan is door de overdruk en vervolgens grote onderdruk gedurende de inslag. Dit verschijnsel komt alleen voor bij kraters met een diameter van meer dan 40 kilometer.
- Wanden: de zijkant van de kraters zijn vaak steil en bevatten soms meerdere terrassen.
- Geëjecteerd materiaal: rondom de krater ligt buiten de rand nog meer uitgestoten materiaal, de dikte van de laag wordt steeds dunner op grote afstand.
- Stralen: lichte strepen die bij de krater beginnen en soms over grote afstanden zichtbaar zijn.

Voorbeelden van grotere kraters zijn Tycho en Copernicus. Deze hebben hoge terrasvormige randen, een lager gelegen vlakte en een centraal gelegen berggroep. Grote kraters met lage walranden (die vanaf het centrum onder de zichtbare horizon van de maan liggen) en ondiepe bodems worden ook vaak aangeduid als wal- of ringvlakten. Kettingkraters liggen in een rij achter elkaar en zijn soms door rillen verbonden.
Aan het aantal kraters over elkaar, en aan de mate van erosie kan de leeftijd van het oppervlak van de maan worden ingeschat. De leeftijd van de oudste kraters is meer dan 2 miljard jaar.

## Ontdekking
De eerste kraters zijn ontdekt door Galilei, toen hij in 1609 voor het eerst met zijn telescoop naar de maan keek. Hij ontdekte toen dat, in tegenstelling tot wat men toen dacht, de maan geen perfecte bol was, maar zowel bergen als diepere gedeeltes bevat. Deze diepere delen noemde hij krater, naar het Griekse woord voor vat (Κρατήρ, een vat om wijn met water te verdunnen).
Pas toen de resultaten van het Apolloprogramma en andere, onbemande expedities beschikbaar kwamen verkreeg men zekerheid over de oorsprong van de kraters, namelijk dat het de resten van inslagen van meteorieten of planetoïden waren. Daarvoor werd ook wel gedacht dat het vulkaankraters waren, of resten van een soort ijstijd.

## Waarnemingen
De vorming van nieuwe kraters wordt bestudeerd door de NASA. De grootste waargenomen nieuwe krater is veroorzaakt door een inslag op 17 maart 2013. De explosie was toen zichtbaar met het blote oog. Waarschijnlijk werd deze inslag veroorzaakt door een meteoriet van 40 kg, die insloeg met een snelheid van 90000 km/u.

## Kraters aan de achterzijde
De achterzijde van de maan bezit een groter aantal kraters dan de zichtbare zijde waar de meeste maren (vlakke gedeelten, ook wel maanzeeën genoemd) te zien zijn.

## Namen
Maankraters krijgen meestal een naam naar overleden wetenschappers of onderzoekers. Deze traditie is begonnen door Giovanni Battista Riccioli in 1651. Sinds 1919 worden de namen gegeven door de Internationale Astronomische Unie.
Kleine kraters die toch van belang zijn, bijvoorbeeld omdat ze tijdens maanexpedities zijn bezocht, krijgen soms een voornaam, zoals Robert, José of Louise. Een van de grotere kraters is genoemd naar de Apollo missies. Vele kleinere kraters binnen de Apollo krater zijn genoemd naar Amerikaanse astronauten. Kraters binnen en rond Mare Moscoviense zijn genoemd naar Sovjet kosmonauten.
Veel van de maankraters zijn "satellieten" van andere, grotere kraters. Zij krijgen dan de naam van de grotere krater met een hoofdletter erna, zoals Copernicus A, Copernicus B, Copernicus C, etc.

## Locatie van de grotere kraters
De rode stip geeft de locatie aan van kraters aan de voorkant van de maan.

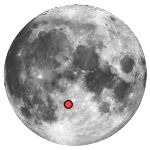
Albategnius
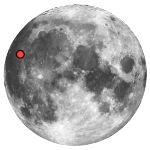
Aristarchus
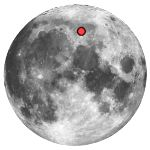
Aristoteles
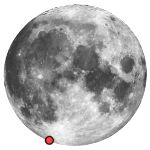
Bailly
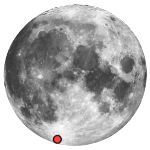
Clavius
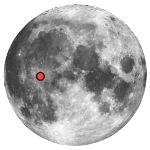
Copernicus
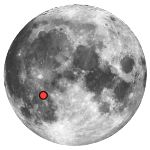
Fra Mauro
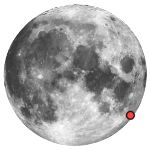
Humboldt
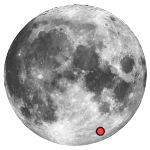
Janssen
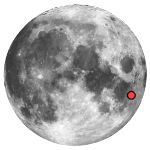
Langrenus
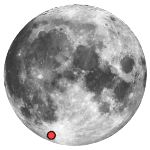
Longomontanus
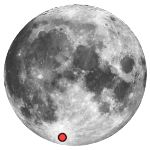
Maginus
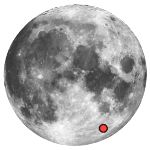
Metius
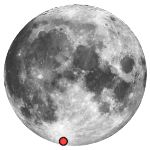
Moretus
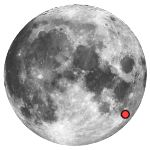
Petavius
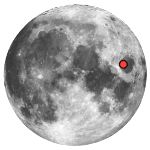
Picard
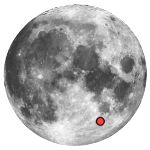
Piccolomini
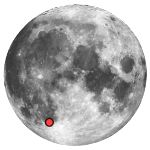
Pitatus
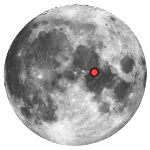
Plinius
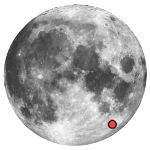
Rheita
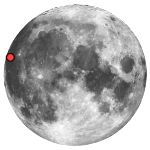
Russell
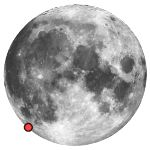
Schickard
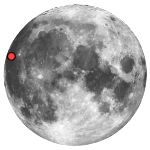
Seleucus
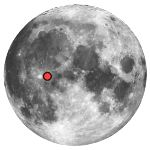
Stadius
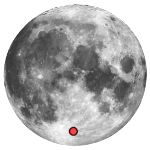
Stöfler
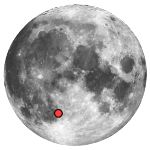
Thebit
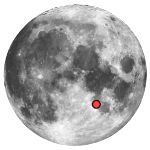
Theophilus
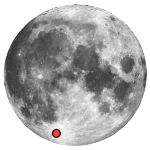
Tycho
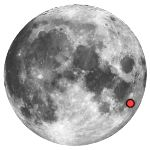
Vendelinus
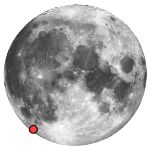
Wargentin